# Vega de Espinareda
Vega de Espinareda es un municipio y villa española de la provincia de León, en la comunidad autónoma de Castilla y León. Se encuentra en la comarca de El Bierzo y cuenta con una población de 2007 habitantes (INE 2024). El río Cúa atraviesa por el centro del pueblo de Vega, cabecera municipal.
Es uno de los municipios leoneses que son bilingües, situándose en el área de transición entre el leonés y el gallego.

## Entorno natural

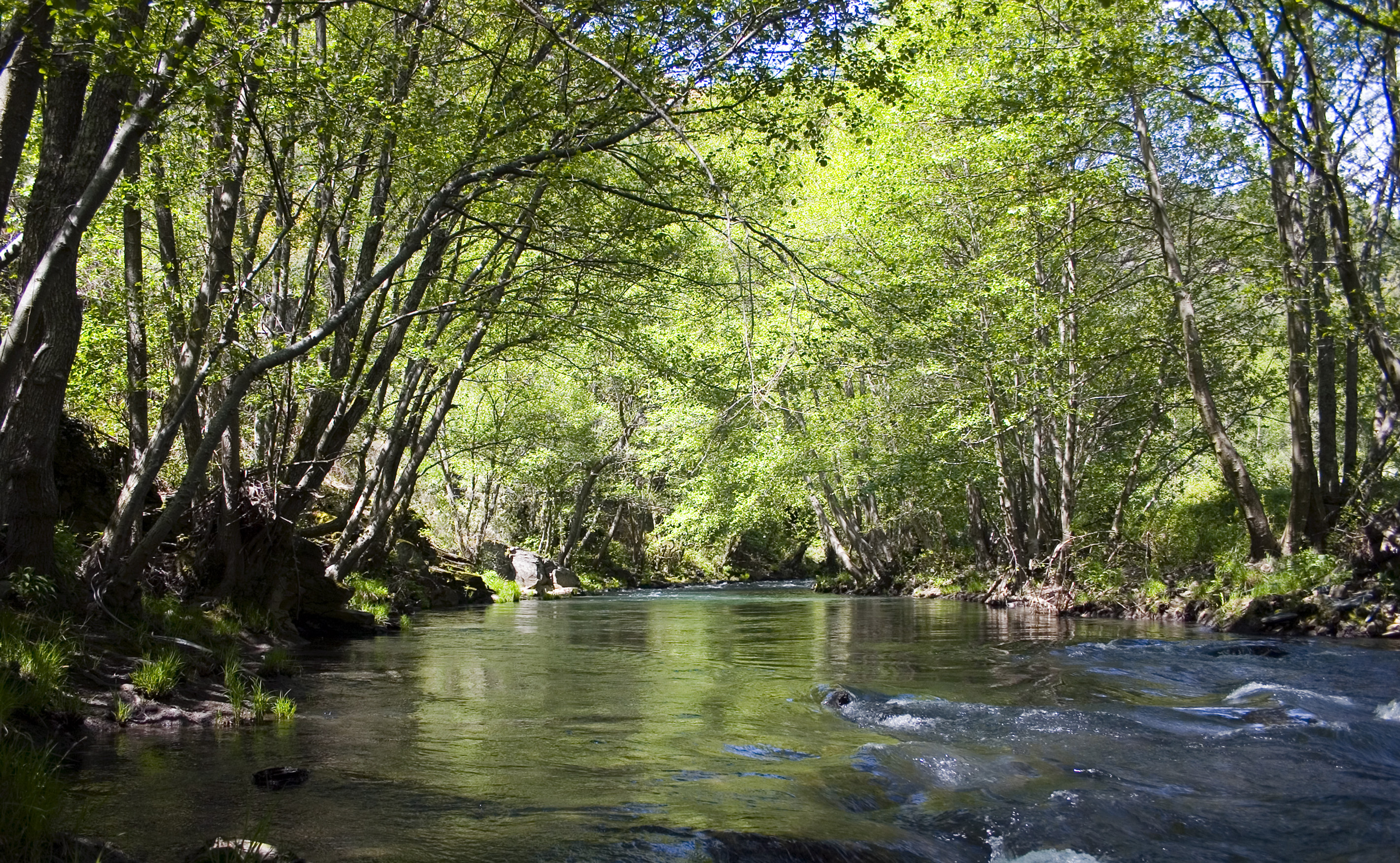
Río Cúa a su paso por el municipio

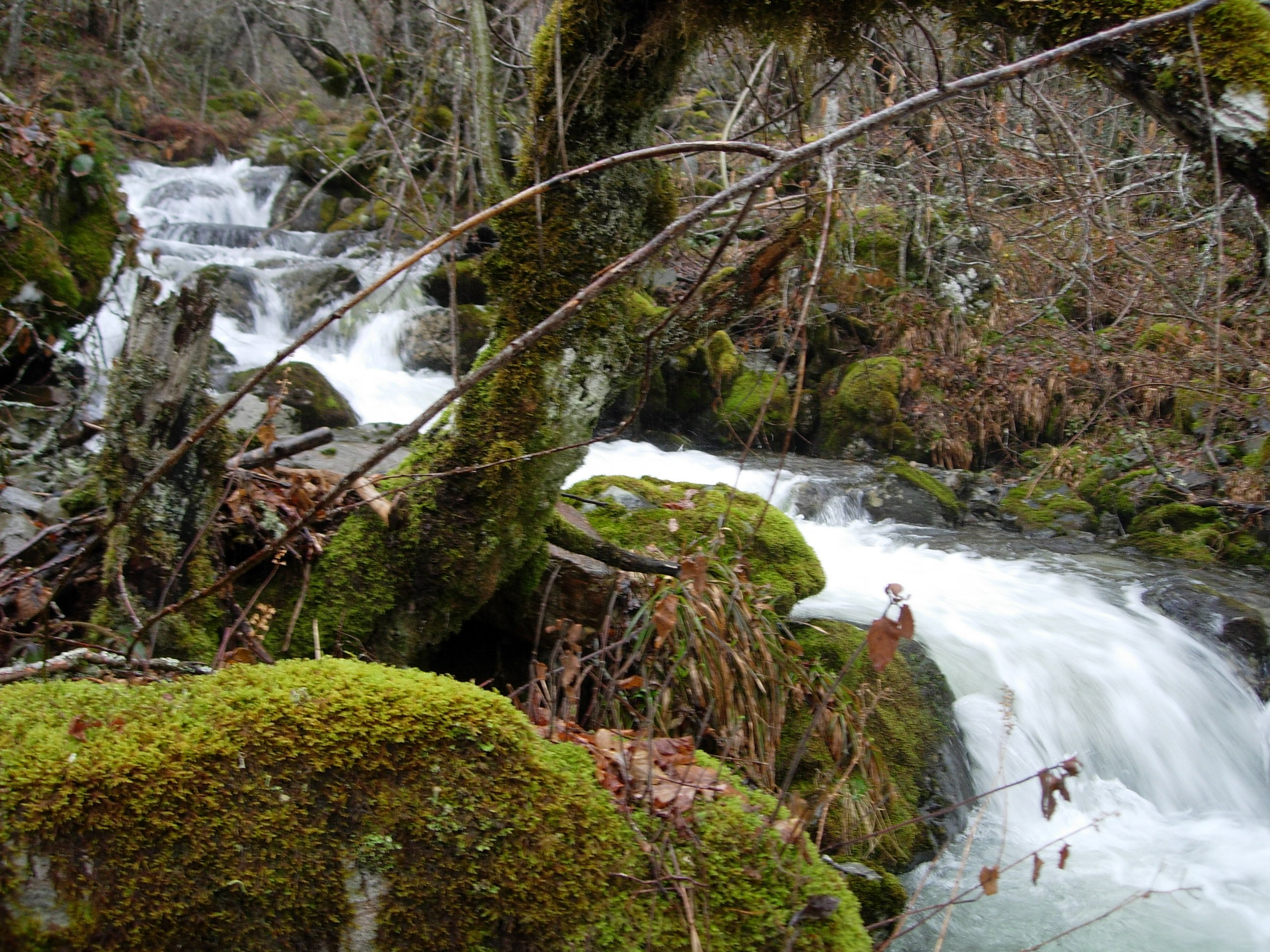
Río Burbia a su paso por el municipio

El municipio de Vega de Espinareda forma parte de la reserva de la biosfera de los Ancares Leoneses (reconocida como tal el 27 de octubre de 2006), al situarse en plena sierra de Ancares, una estribación de la cordillera Cantábrica, con altitudes que rozan los 2000 metros, y cuyos valles recorren los ríos Cúa, Ancares y Burbia.
En este entorno se sitúan diversos bosques de acebo, castaños milenarios, bosques de robles y hayas centenarias, habiendo abierto los ríos valles encajados, estructurándose la población en pequeños núcleos en el fondo de estos valles o en las laderas utilizando los terrazos próximos a los pueblos para la agricultura, siendo los montes de carácter comunal.

## Historia

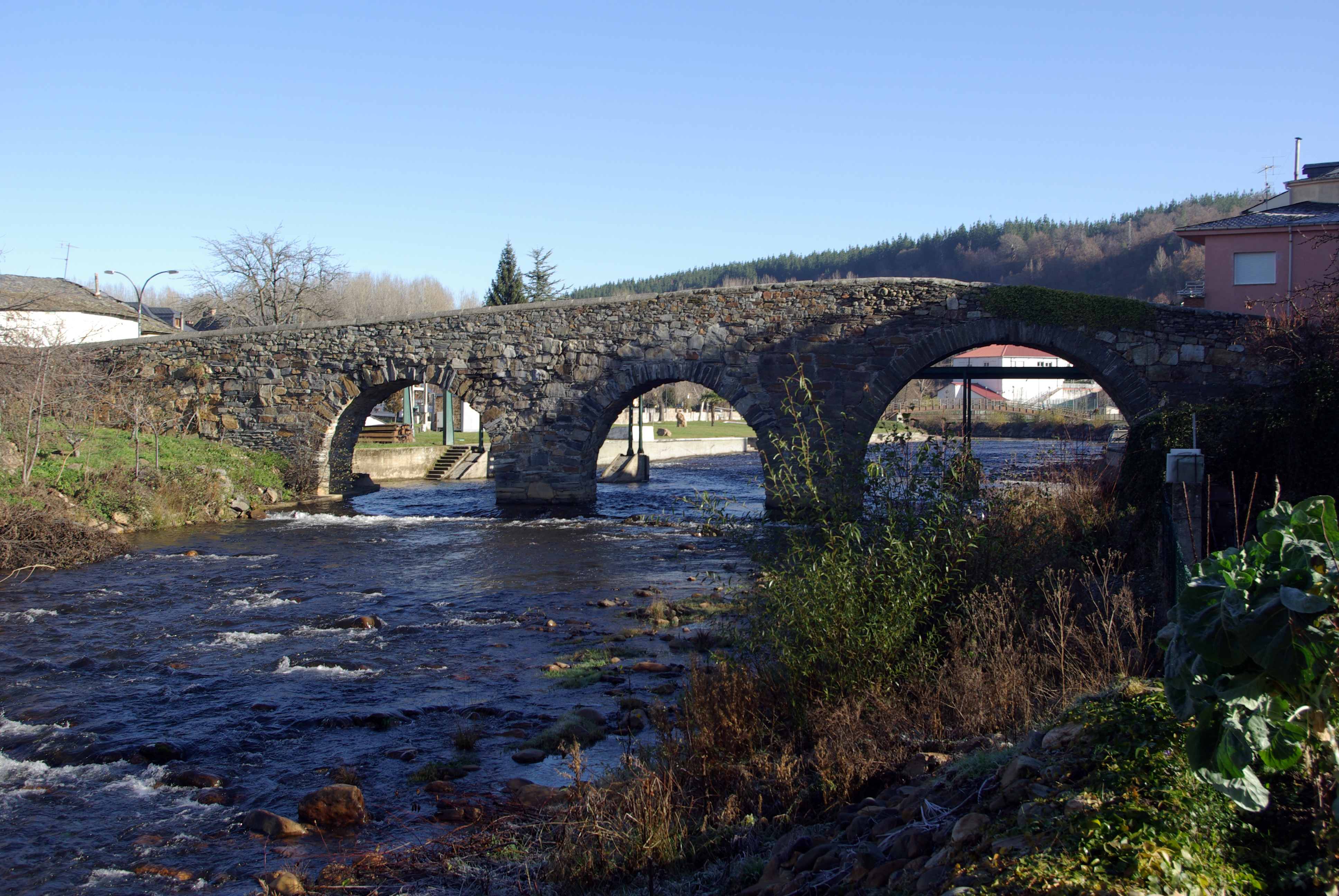
Puente romano sobre el río Cúa

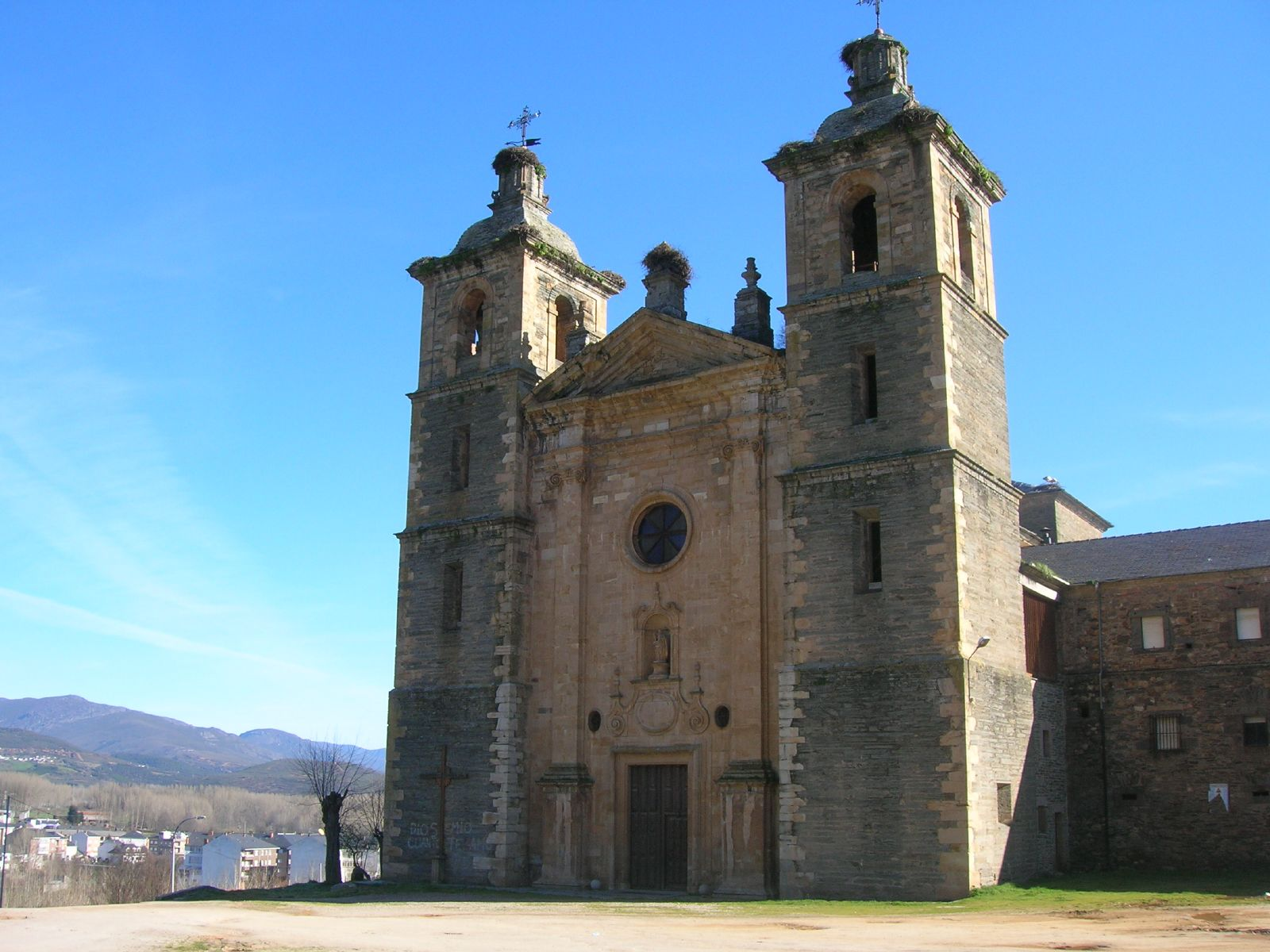
La creación del monasterio de San Andrés fue crucial para el devenir histórico de Vega de Espinareda

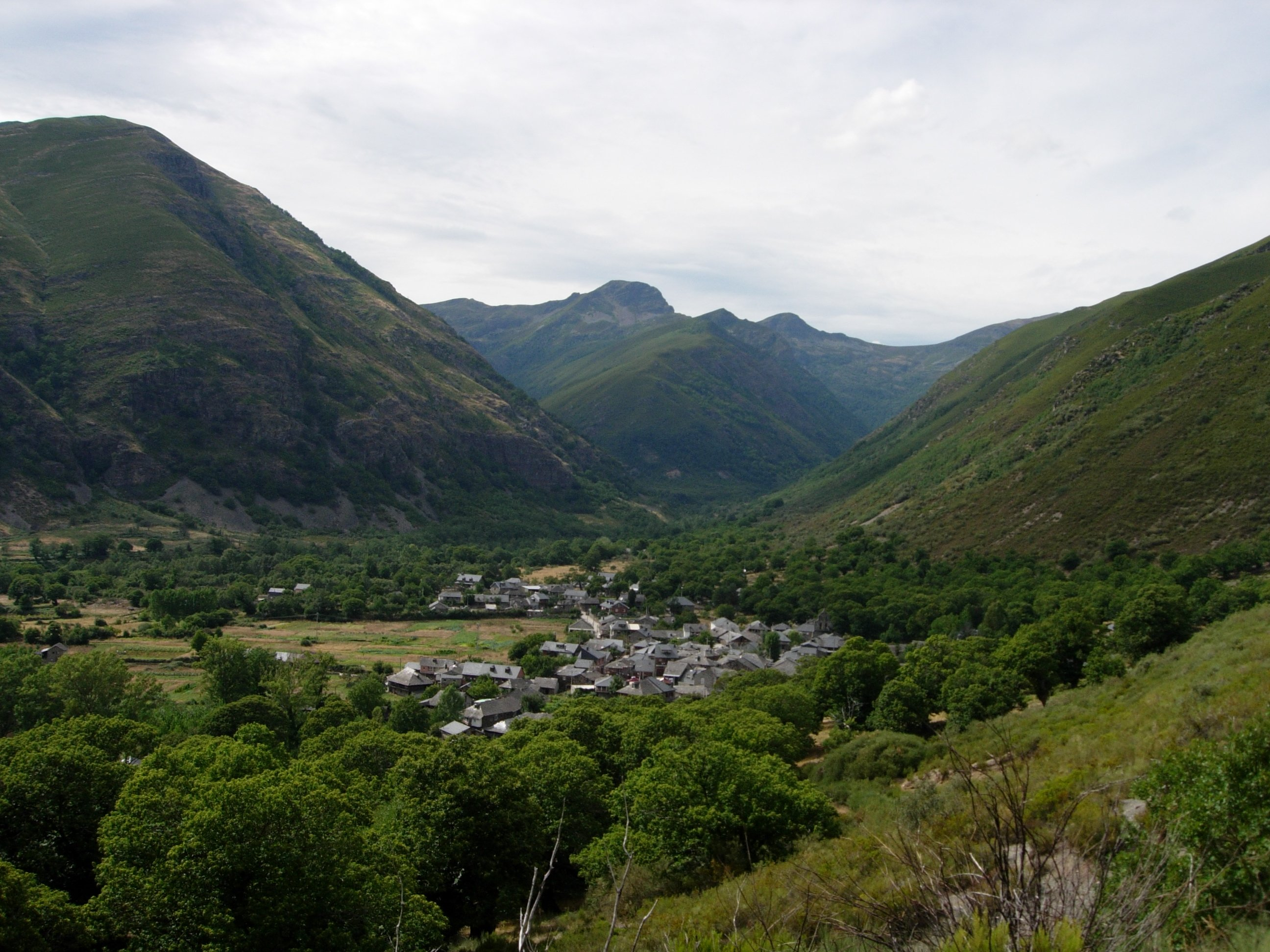
Panorámica de Burbia

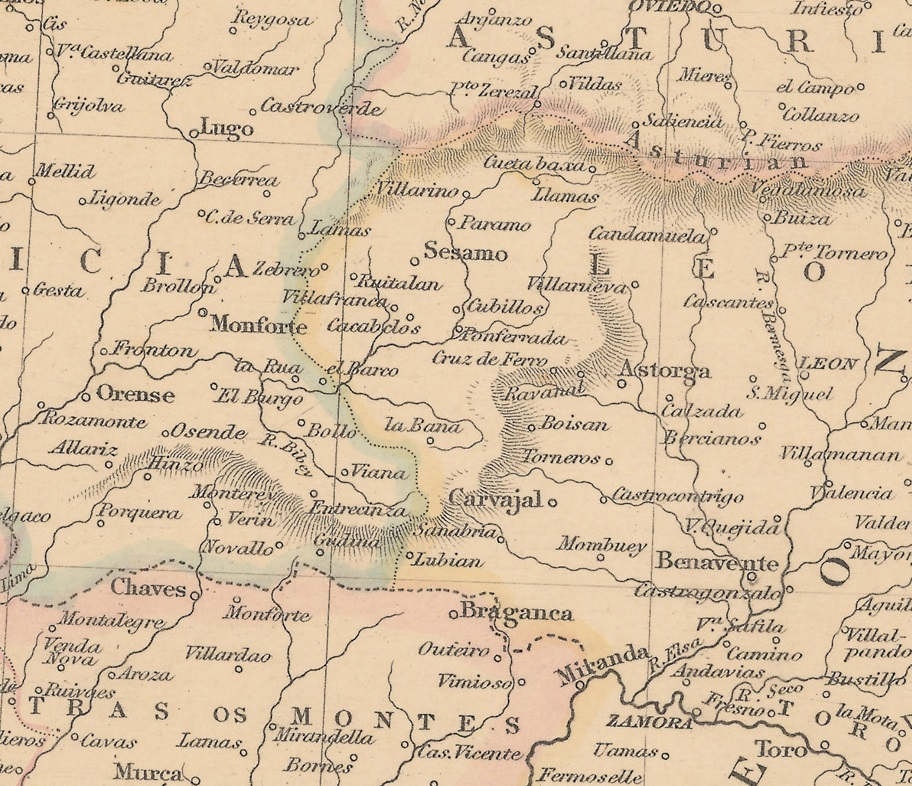
Detalle del mapa Spain and Portugal, realizado en 1838 por John Betts, en el que se puede observar Sésamo

Los primeros vestigios de poblamiento humano en el municipio se encuentran en la localidad de Sésamo, donde se conservan una serie de pinturas rupestres en el entorno de Peña Piñera. Se trata de unas pinturas esquemáticas de época post-neolítica, que convierten a Peña Piñera en una importante estación de arte rupestre. De difícil datación, estas pinturas pueden fecharse desde la época Calcolítica hasta la Edad de Hierro, lo que equivale a decir que estaríamos en un arco temporal comprendido entre unos 5000 a 2000 años de antigüedad.
Más tarde, en época prerromana, se conserva en el municipio del castro de Castro Piñera, antigua fortificación que estuvo habitada por tribus astures de la que aún se conservan parte de sus muros.
Posteriormente, ya en época romana se atestigua la presencia humana en el municipio dada la existencia de un puente romano, cuya construcción se data entre los siglos I y II, coincidiendo con la explotación aurífera en la zona.
En todo caso, la fundación de Vega de Espinareda y del resto de las localidades del municipio se dataría en la Alta Edad Media, hecho que se habría dado dentro de los procesos repobladores emprendidos por la monarquía leonesa, habiéndose integrado la zona en el reino de León desde la creación de este en el año 910.
En esta época es cuando fue construido inicialmente el monasterio de San Andrés de Espinareda, cuya primera referencia data del año 923. El monasterio habría sido levantado por monjes provenientes del monasterio de Ageo, ubicado en Zamora, siguiendo a San Genadio. Este monasterio fue especialmente próspero gracias a la fertilidad de las tierras circundantes al río Cúa y, en mayor medida, merced a los privilegios otorgados al mismo por la monarquía leonesa, de cuyos reyes recibió tierras, donaciones, herencias y favores. No obstante, en 1283 el monasterio sufrió un gran incendio, que lo devastó en gran medida, debido a lo cual varios obispos del reino de León, como los de Zamora, Badajoz, Coria y Astorga se comprometieran a contribuir a su reparación.
Ya en 1317, el rey Alfonso XI concedió el señorío de la villa de Vega al abad de San Andrés. Ya en manos de los religiosos, el 3 de septiembre de 1336, para fomentar la llegada de nuevos moradores a la zona, el Abad Fernando dio carta de población a 25 vecinos y a los que llegasen a morar a la villa de Vega, concediéndoles sus propiedades desde Finolledo hasta Sésamo, los montes de Ocero y otros términos, a cambio de obligaciones, pagos e impuestos. El Abad se comprometía a abogar ante el rey de todos los privilegios concedidos.
Por otro lado, debido a la adscripción territorial de Vega de Espinareda al reino leonés desde la Alta Edad Media, durante toda la Edad Moderna las localidades del municipio formaron parte de la jurisdicción del Adelantamiento del reino de León.
Ya en el siglo XV, con la reducción de ciudades con voto en Cortes a partir de las Cortes de 1425, las localidades del municipio de Vega de Espinareda pasaron a estar representadas por León, lo que les hizo formar parte de la provincia de León en la Edad Moderna, situándose dentro de ésta en el partido de Ponferrada.
Finalmente, en la Edad Contemporánea, en 1821 Vega de Espinareda fue una de las localidades que pasó a formar parte de la provincia de Villafranca, si bien al perder ésta su estatus provincial al finalizar el Trienio Liberal, en la división de 1833 Vega de Espinareda y el resto de localidades del municipio quedaron adscritos a la provincia de León, dentro de la Región Leonesa.
Posteriormente, la Desamortización liberal de 1836 desposeyó al monasterio de San Andrés de todas sus tierras, con excepción de una pequeña huerta y el bosque de robles cercano, causando la ruina y el abandono del monasterio, que un siglo antes había sido reformado casi íntegramente, brindándole el actual estilo neoclásico.
En 1973 el antiguo municipio de Valle de Finolledo acordó su disolución para integrarse en el de Vega de Espinareda, hecho que se llevó a cabo mediante el Decreto 3163/1973.

## Demografía
Cuenta con una población de 2007 habitantes (INE 2024).
| Gráfica de evolución demográfica de Vega de Espinareda entre 1842 y 2021 |
| |
| Población de derecho según los censos de población del INE Población de hecho según los censos de población del INE Entre el censo de 1981 y el anterior crece el término del municipio porque incorpora a Valle de Finolledo |

### Núcleos de población
El municipio se divide en varios núcleos de población, que poseían la siguiente población en 2017 según el INE.
| Núcleo de población  | Población |
| -------------------- | --------- |
| Vega de Espinareda   | 1353      |
| Sésamo               | 300       |
| Valle de Finolledo   | 188       |
| San Pedro de Olleros | 113       |
| El Espino            | 70        |
| Burbia               | 63        |
| San Martín de Moreda | 42        |
| Moreda               | 34        |
| Espinareda de Vega   | 23        |
| Villar de Otero      | 12        |
| Penoselo             | 10        |
| La Bustarga          | 2         |

## Comunicaciones

### Carretera
| Identificador | Denominación         | Itinerario                         |
| ------------- | -------------------- | ---------------------------------- |
| LE-711        | Carretera provincial | Comunica con Ponferrada / Fabero.  |
| LE-712        | Carretera provincial | Comunica con Cacabelos.            |
| LE-716        | Carretera provincial | Comunica con Toreno.               |
| LE-4210       | Carretera vecinal    | Comunica con Burbia.               |
| LE-4211       | Carretera vecinal    | Comunica con Candín y L.P. Lugo.   |
| LE-4220       | Carretera vecinal    | Comunica con El Espino.            |
| LE-5202       | Carretera vecinal    | Comunica con San Pedro de Olleros. |

### Autobús
Hay una línea de buses que conectan con Vega de Espinareda desde Ponferrada todos los días a diferentes horas del día. La estación de autobuses está situada en la avenida de la Libertad, y desde ella parten autobuses con destinos comarcales, como la propia Vega de Espinareda, Toral de los Vados, Carracedelo, Bembibre, Villafranca...;regionales como León o Salamanca y destinos nacionales a Madrid, Santiago de Compostela, La Coruña...
La gran mayoría de los destinos regionales y nacionales están operados por Alsa, mientras que los comarcales son prestados por empresas locales (Aupsa, Pelines y González de la Riva) además de Alsa.

### Ferrocarril
La estación de ferrocarril más cercana a Vega de Espinareda se sitúa en Ponferrada. Esta está gestionada por Adif que mantiene líneas con Vigo, La Coruña, Zaragoza, Madrid y Barcelona.
Está ubicada en el barrio de la Estación y presta servicio Renfe Operadora, mediante diversos trenes destinados a trayectos de Larga Distancia, como el Alvia, el Arco o Trenhotel, u orientados a relaciones de Media Distancia, en este caso, Intercity o Regional Exprés.
Permite numerosas conexiones a nivel nacional, puesto que enlaza diariamente con comunidades como Navarra, País Vasco, Aragón, Cataluña contando con varios trenes a lo largo del día.
Además de esta estación, destinada principalmente al transporte de viajeros, en el polígono industrial del Bierzo (PIB), existe una terminal para el transporte ferroviario de mercancías, gestionada por Adif y situada entre Ponferrada, Cuatrovientos y Flores del Sil. Es utilizada mayoritariamente para descargar trenes de carbón procedentes de los puertos de La Coruña, Avilés o de Gijón.También salen de ella trenes cargados con la ceniza producida por la central de Compostilla II. Dispone de  4 vías que están electrificadas en su cabecera, y dos tienen acceso al muelle de carga y descarga de la terminal.

## Cultura

### Patrimonio

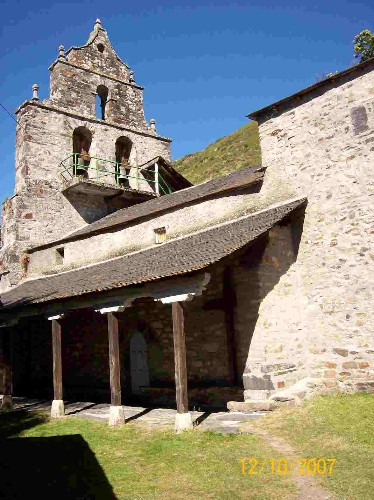
Iglesia de San Esteban de Burbia

- Monasterio de San Andrés, en Vega de Espinareda, declarado Monumento Histórico-Artístico.[23]
- Fuente de la Vida, en Vega de Espinareda.
- Puente romano, sobre el río Cúa, en Vega de Espinareda.
- Pinturas rupestres de Sésamo.
- Iglesia de El Salvador, en Sésamo.
- Iglesia de Nuestra Señora, en El Espino.
- Iglesia de Valle de Finolledo.
- Iglesia de San Pedro de Olleros.
- Iglesia de San Antón, en Penoselo.
- Iglesia de Moreda.
- Iglesia de San Esteban, en Burbia.

### Fiestas y ferias
El patrón de la capital del municipio es San Andrés que se celebra el 30 de noviembre, mientras que su patrona es la Virgen del Carmen, cuyo día se celebra el 16 de julio. No obstante, cada localidad del municipio posee sus propias festividades:
- Vega de Espinareda: El Carmen (16 de julio) y San Andrés (30 de noviembre), Mercado y Fiesta Medieval (sábado siguiente al Carmen), Feria de la cerveza (finales de junio), Jornadas Bercianas,Fiesta de la Era Marina (primer sábado de septiembre) mercado quincenal el primer y tercer sábado del mes y en su caso el quinto, excepto días 1 o 15, que sería el viernes, dándose la curiosidad de que en meses con 5 sábados hay mercado dos sábados seguidos Festival Espinafest (julio).
- Sésamo: Las Candelas (2 de febrero) El Salvador (primera semana de agosto).
- El Espino: feria día 1 y 15 de cada mes, feria agroalimentaria y de artesanía(primer domingo de agosto), Nuestra Señora (15 de agosto).
- Valle de Finolledo: Corpus Christi (trasladada al último domingo de agosto) y fiesta de invierno en hornorb la virgen de la O (finales de diciembre).
- San Pedro de Olleros: Santo Cristo y San Pedro (13, 14 y 15 de agosto).
- San Martín de Moreda: San Martín (11 de noviembre).
- Moreda: San Roque (16 de agosto), Entroido (carnaval ancestral), Festival Moredarock (agosto).
- Burbia: San Esteban (26 de diciembre) y Santa Ana (26 de julio), mercado artesanal el día 20 de cada mes, Maranfallos(carnavales ancestrales), Fachizas (ritual pagano pidiendo buenas cosechas).

## Deportes
El pueblo cuenta con un equipo de fútbol, el Club Deportivo Arenas de Vega re-fundado en 1985 (como Real Club Arenas hasta 2005, que tuvo que cambiar su denominación para adaptarse al artículo 5.3 del decreto 39/2005, de 12 de mayo, de entidades deportivas de Castilla y León,no siendo admitible la denominación "Real" salvo por concesión explícita de la Casa Real Española) que milita en la 1.ª Provincial Aficionados de León. El Arenas ha participado en varias ocasiones también en la Regional Preferente, división en la que ha participado por última vez en la temporada 2009/2010. En la campaña 21/22, el equipo quedó 9.º en la provincial de León.
El Arenas juega como local en el campo municipal Las Leares (llamado así por su dirección: calle Las Leares, 8) o estadio Luis del Olmo, con capacidad para 700 personas sentadas y alrededor de 2900 de pie. El ayuntamiento ha cedido las instalaciones al Club y han sido reformadas en varias ocasiones la última entre los años 2019 y 2021 se ha derribado y reconstruido totalmente la zona de tribuna
El presidente del Club es Víctor García y el entrenador Antonio Álvarez.
Entre 2012 y 2016 la localidad contó además con otro equipo, el Club Deportivo Ancarés, que participó durante 4 temporadas en la liga de la amistad del Bierzo y jugaba sus partido como local en el campo de fútbol El Arial (Sésamo) también de titularidad municipal.
Como curiosidad el Arenas y el Ancarés nunca se han enfrentado entre ellos y era común que algún jugador jugara en ambos equipos.
En el año 2022 se funda el C.D. Vega-Espinafest, con base en el desaparecido C.D. Ancarés
En otros deportes cabe destacar el desaparecido CB Piñera, equipo de baloncesto infantil femenino del colegio público Piñera.
Equipo de fútbol sala de las escuelas deportivas.
En la mayoría de pueblos del municipio (excluyendo El Espino, Espinareda, San Martín y La Bustarga) hay pistas deportivas para la práctica de deportes, en su mayoría fútbol sala a las que a algunas se le añade pista de baloncesto. En la propia Vega además se incluye tenis, pádel, frontón y vóley playa.